# Agostino Carracci

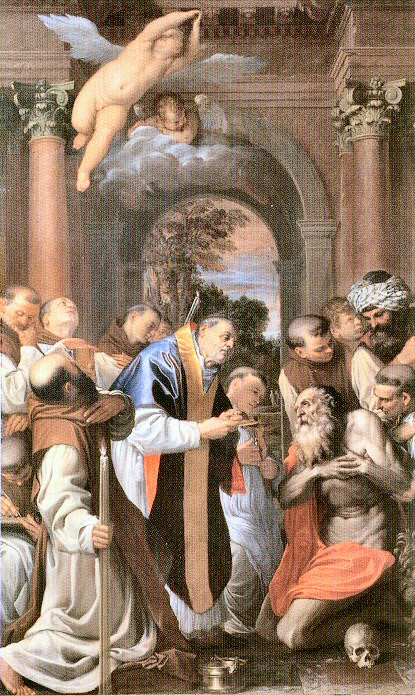
Ostatnia komunia św. Hieronima (1591-92)

Agostino Carracci (ur. 16 sierpnia 1557 w Bolonii, zm. 22 marca 1602 w Parmie) – włoski malarz i rytownik okresu wczesnego baroku, współzałożyciel Akademii Bolońskiej, brat Annibale Carracciego, kuzyn Lodovica Carracciego.

## Życiorys
Kształcił się u Prospera Fontany i Lodovica Carracciego. Podróżował do Rzymu (1581), Cremony (1582) i dwukrotnie do Wenecji. Wraz ze swoimi krewniakami wykonał malowidła ścienne w kilku pałacach bolońskich (Fava, Magnani-Salem, Sampieri-Talon). Pomagał bratu Annibale w dekoracji Galerii Owidiusza w Palazzo Farnese w Rzymie. Był współzałożycielem Akademii Bolońskiej, gdzie jako wszechstronny erudyta wykładał nauki przyrodnicze i teorię sztuki. Poróżniony z bratem, na zaproszenie księcia Ranuccia Farnese, udał się do Parmy, gdzie w 1599 malował freski o tematyce mitologicznej w Palazzo del Giardino (Kupidyny, Galatea i Argonauci, Wenus i Mars, Wojownik opierający się czarom Syreny). Wykonywał też obrazy sztalugowe o tematyce religijnej i portrety. 
Był niezwykle płodnym rytownikiem. Pozostawił ok. 350 miedziorytów (reprodukował m.in. dzieła Correggia i Veronesego).
Malarzem został także jego nieślubny syn Antonio Marziale Carracci.

## Wybrane dzieła
- Arrigo Włochacz, Pietro Szaleniec i Amon Karzeł -  ok. 1598, 101 x 133 cm, Museo di Capodimonte, Neapol
- Demokryt -  1598, Museo di Capodimonte, Neapol
- Ekstaza św. Katarzyny -  1590, Galeria Borghese, Rzym
- Giovanna Guicciardini -  1598, 95 x 76 cm, Gemäldegalerie, Berlin
- Krajobraz z kąpiącymi się -  1597-99, 40 x 49 cm, Galleria Palatina, Florencja
- Madonna z Dzieciątkiem i świętymi –  1586, 153 x 120 cm, Galleria Nazionale, Parma
- Opłakiwanie -  ok. 1586, 191 x 156 cm, Ermitaż, Sankt Petersburg
- Ostatnia komunia św. Hieronima -  ok. 1592, 376 x 224 cm, Pinacoteca Nazionale, Bolonia
- Ostatnia Wieczerza -  172 x 237 cm, Prado, Madryt
- Pluton -  1592, Galleria Estense, Modena
- Portret lutnisty -  1585-86, 54 x 32 cm, Museo di Capodimonte, Neapol
- Wenus, Amor i satyr -  1598-99, 129 x 184 cm, Muzeum Historii Sztuki w Wiedniu
- Wniebowzięcie Marii -  ok. 1592, Pinacoteca Nazionale, Bolonia
- Zwiastowanie -  48 x 35 cm, Luwr, Paryż